# Liste von in Moscheen umgewidmeten Kirchengebäuden und Heiligtümern
Die Umwandlung von Kirchengebäuden und Heiligtümern in Moscheen begann bereits in der Frühphase des Islam, während der Lebenszeit des islamischen Propheten Muhammad und setzte sich später während der Islamischen Eroberungen fort.

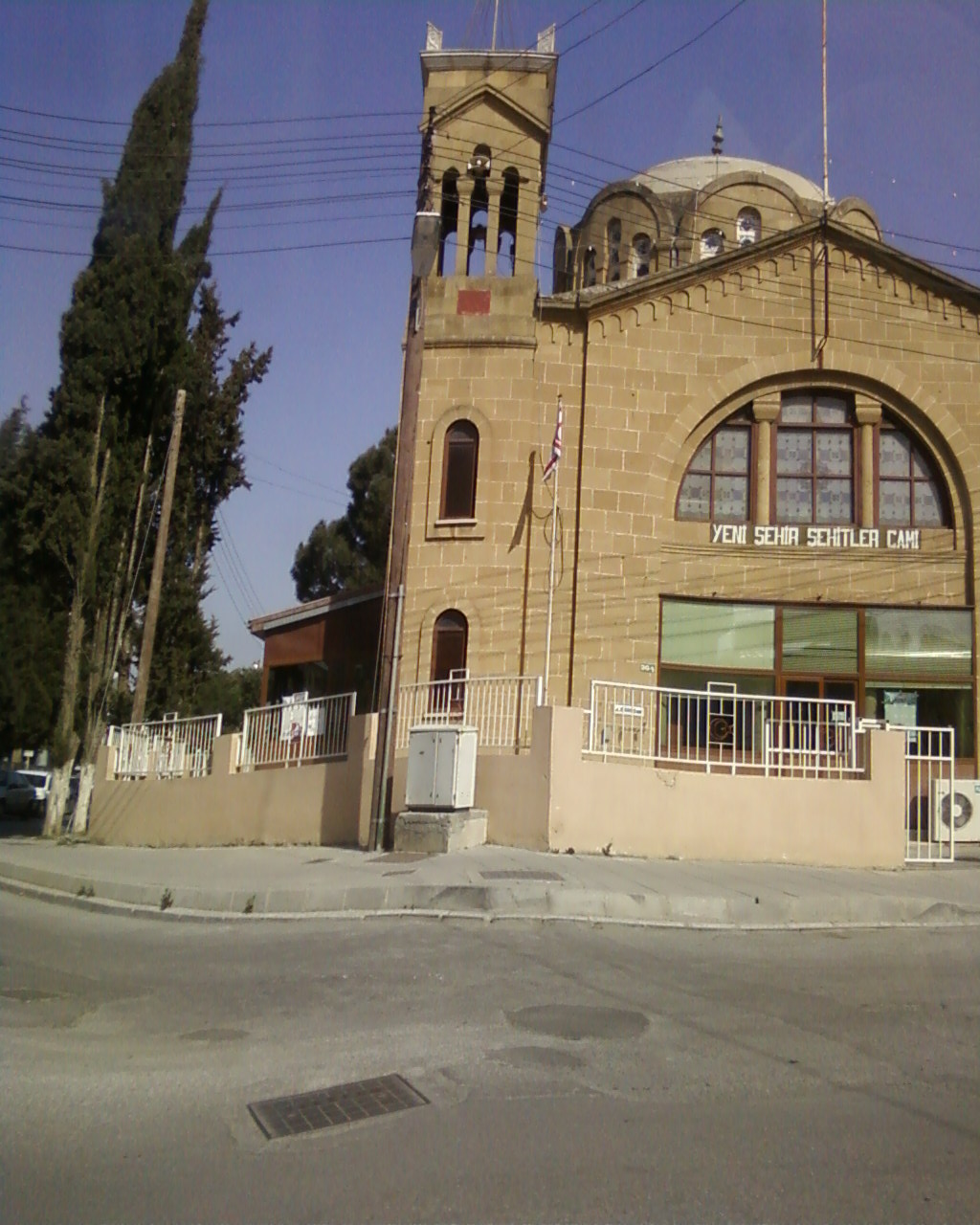
Eine zur „Şehitler-Moschee“ umgewandelte ehemalige griechische Kirche im von der Türkei eroberten Nord-Nikosia

## Folgen der Umwandlungen
Zahlreiche Hindu-Tempel, Kirchen, Synagogen, zoroastrische Tempel, in der Neuzeit auch Tempel der Bahai und andere Heiligtümer, wurden in Moscheen umgewandelt. Diese Umwandlungen führen bis heute zu politischen Auseinandersetzungen, so z. B. in Israel oder auch in Indien. In Indien kamen wegen eines solchen Konfliktes in Ayodhya im Jahre 1992 mehr als 2000 Menschen ums Leben. Der Inder Ram Goel listet in dem Werk Hindu Temples – What Happened to Them bereits rund 2000 Moscheen, die an Orten früherer Hindutempel errichtet wurden.
Mehrere solcher baulicher Konversionen in Moscheen in muslimischen oder ehemals muslimisch beherrschten Ländern wurden seitdem rückgängig gemacht. Daneben wurden einige dieser Gebäude in Museen umgewandelt. Dies geschah insbesondere in der Türkei in den 1930er Jahren unter dem aufkommenden Säkularismus und Kemalismus und betraf z. B. die berühmte Hagia Sophia in Istanbul, die Hagia Sophia in İznik oder die Hagia Sophia in Trabzon. Jedoch wurden unter dem Einfluss der islamisch-konservativen AKP-Regierung von Präsident Recep Tayyip Erdoğan viele dieser Bauwerke wieder in Moscheen umgewandelt oder zumindest für das muslimische Gebet geöffnet. In nichtislamischen Ländern werden heute durch Kauferwerb säkularisierter Gebäuden oder ehemaliger Profanbauten anderer Religionen neue Moscheen errichtet.
Zu den bekanntesten derartigen Umwandlungen zählen:

## Naher Osten, Islamische Länder

### Ägypten
- Kathedrale von Qasr Ibrim

### Algerien
- Große Synagoge in Oran
- Ketschawa-Moschee (Hl.-Philipps-Kathedrale) in Algier
- Große Synagoge in Algier

### Bosnien und Herzegowina
- Moschee der Eroberung in Wihitsch
- Hl.-Marien-Kirche in Jaitze

### Israel und Palästina
- Anim-Synagoge
- al-Muallaq Moschee in Acre
- Machpela in Hebron
- al-Chanqah al-Salahiya Moschee in Jerusalem
- Eschtemoa Synagoge
- Große Moschee von Gaza
- Alte Synagoge von Katzrin (Golanhöhen)
- al-Chadra in Nablus
- St. Johannes-Kathedrale (Nabi-Yahya-Moschee) in Samaria
- an-Nasr Moschee in Nablus
- Synagoge von Susya
- Tempelberg Moscheen in Jerusalem

### Libyen
- Gamal-Abdel-Nasser-Moschee in Tripolis

### Türkei
Istanbul:
- Hagia Sophia

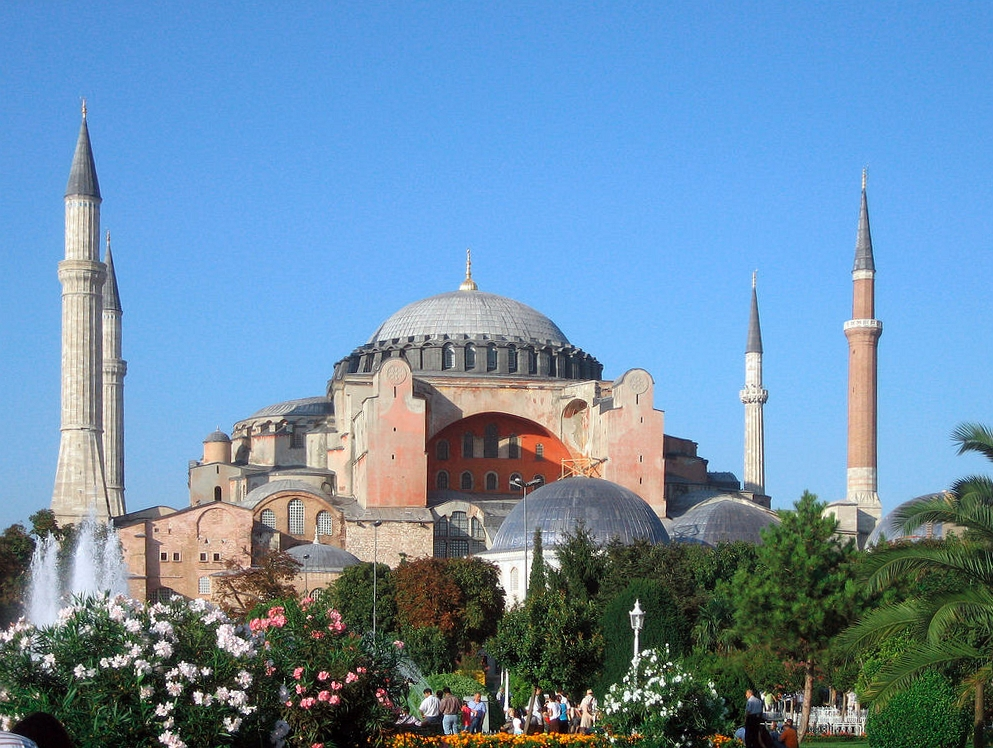
Die Hagia Sophia war die wichtigste Kirche des byzantinisch-orthodoxen Christentums. Sie wurde nach der islamischen Eroberung in eine Moschee umgewandelt. Seit 1932 ist sie ein Museum

- Apostelkirche (Konstantinopel) – sie wurde abgerissen und an ihrer Stelle die Fatih-Moschee errichtet.
- Arap Camii
- Chora-Kirche
- Hırami-Ahmet-Pascha-Moschee
- Pammakaristos-Kirche
- Studionkloster
- Kleine Hagia Sophia
- Kirchenmoschee
- Zeyrek-Moschee
- Koca-Mustafa-Pascha-Moschee
- Eski-Imaret-Moschee
- Sancaktar-Hayrettin-Moschee
- Fenari-Isa-Moschee
- Hirami-Ahmet-Pascha Moschee
- Bodrum-Moschee
- Atik-Mustafa-Pascha-Moschee
- Gül-Moschee
- Kalenderhane-Moschee

Adana:
- Ölmoschee in Adana

Ani:
- Armenische Kathedrale von Ani

Antalya:
- Kesik-Minarett

Ayvalik:
- Taxiarchenkirche bei Ayvalık, Provinz Balıkesir
- Saatli-Moschee (Agios Ioannis) in Ayvalık

Bagbasi:
- Georgisches Haho-Kloster in Bağbaşı, Provinz Erzurum

Barhal:
- Georgische Kirche in Barhal

Gaziantep:
- Befreiungsmoschee (armenische Kathedrale Surp Asdvadzadzin) in Antep

Iznik:
- Hagia Sophia in İznik

Kars
- Armenische Kathedrale von Kars

Tarsus:
- Alte Moschee in Tarsus

Trabzon:
- Hagia Sophia (Trapezunt)
- Fatih (= arab. Eroberer)-Moschee
- Nakip-Moschee
- Neue Freitagsmoschee

Van:
- Armenisches Narekawank-Kloster bei Van

### Saudi-Arabien
- Kaaba
- al-Harām-Moschee in Mekka

### Syrien
- al-Nuri-Großmoschee in Homs
- Große Moschee von Hama
- al-Halawiya-Medrese in Aleppo
- Umayyaden-Moschee (Sankt-Helena-Kathedrale) in Aleppo
- al-Muqaddamiyah Madrasa in Aleppo
- Umayyaden-Moschee in Damaskus

### Zypern
- Sankt-Katharina-Kirche (Haydarpasha-Moschee) in Nikosia, heute säkularisiert
- Lala-Mustafa-Pascha-Moschee in Famagusta
- Selimiye-Moschee in Nikosia

## Indien und Fernost

### Indien
- Babri-Moschee in Ayodhya
- Gyanvapi-Moschee in Varanasi
- Kashi-Vishwanath-Tempel in Varanasi
- Ram-Janmabhumi-Tempel in Ayodhya
- Somnath-Tempel in Veraval
- Qutb-Komplex in Delhi

### Indonesien
- Masjid Menara Kudus in Kudus auf Java

## Europa

### Albanien
- Selimiye-Moschee in Lezha
- Kathedrale St. Stefan in Shkodra

### Deutschland
- Neuapostolische Kirche in Berlin-Tempelhof[4]
- Methodistische Kirche in Mönchengladbach[5]
- Evangelische Notkirche Johannes, Kielstraße, Dortmund, jetzt Merkez Camii (DITIB)
- Kapernaumkirche (Hamburg-Horn)

### Frankreich
- Kathedrale von Toulon (Cathédrale Sainte-Marie-Majeure ou de-la-Sède) in Toulon für 1543–1544

### Griechenland
- Parthenon in Athen (während der Phase der türkischen Herrschaft wurde darin eine Mosche errichtet)
- Panagia Acheiropoietos in Thessaloniki
- Panagia Chalkeon in Thessaloniki
- Hagios Demetrios in Thessaloniki
- Kirche des Propheten Elias (Thessaloniki)
- Kirche des Heiligen Pandeleimon (Thessaloniki)
- Kirche der Heiligen Apostel (Thessaloniki)

### Montenegro
- Kirchenmoschee in Ulcinj

### Spanien
- Mezquita-Catedral de Córdoba in Córdoba (Moschee-Kathedrale von Córdoba), Andalusien

### Ungarn
- Matthiaskirche in Budapest

### Vereinigtes Königreich
- Brick-Lane-Moschee in London
- Madina-Moschee in Horsham

## USA
- Mosque Maryam (Marienmoschee) der Nation of Islam in Chicago